# Вімома (Флорида)
Вімома (англ. Wimauma) — переписна місцевість (CDP) в США, в окрузі Гіллсборо штату Флорида. Населення — 9467 осіб (2020).

## Географія
Вімома розташована за координатами 27°40′30″ пн. ш. 82°18′47″ зх. д. / 27.67500° пн. ш. 82.31306° зх. д. (27.674909, -82.313163).  За даними Бюро перепису населення США в 2010 році переписна місцевість мала площу 65,47 км², з яких 64,82 км² — суходіл та 0,65 км² — водойми.

## Демографія
Згідно з переписом 2010 року, у переписній місцевості мешкали 6373 особи в 1533 домогосподарствах у складі 1256 родин. Густота населення становила 97 осіб/км².  Було 1802 помешкання (28/км²).
Расовий склад населення:
| - 68,5 % — білих - 6,2 % — чорних або афроамериканців - 1,0 % — корінних американців - 0,9 % — азіатів - 0,5 % — вихідців з тихоокеанських островів - 20,9 % — осіб інших рас |

До двох чи більше рас належало 2,0 %. Частка іспаномовних становила 73,4 % від усіх жителів.
За віковим діапазоном населення розподілялося таким чином: 36,3 % — особи молодші 18 років, 57,4 % — особи у віці 18—64 років, 6,3 % — особи у віці 65 років та старші. Медіана віку мешканця становила 25,3 року. На 100 осіб жіночої статі у переписній місцевості припадало 116,0 чоловіків;  на 100 жінок у віці від 18 років та старших — 116,3 чоловіків також старших 18 років.
Середній дохід на одне домашнє господарство  становив 41 748 доларів США (медіана — 25 717), а середній дохід на одну сім'ю — 45 364 долари (медіана — 30 786). Медіана доходів становила 26 584 долари для чоловіків та 26 326 доларів для жінок. За межею бідності перебувало 35,7 % осіб, у тому числі 50,2 % дітей у віці до 18 років та 29,8 % осіб у віці 65 років та старших.
Цивільне працевлаштоване населення становило 2405 осіб. Основні галузі зайнятості: сільське господарство, лісництво, риболовля — 22,1 %, будівництво — 19,8 %, освіта, охорона здоров'я та соціальна допомога — 13,0 %, виробництво — 8,1 %.